# Ville Jais Nielsen
Vilhelmine "Ville" Jais Nielsen (født Oppenheim 1. maj 1886 i Randers, død 7. november 1949 i Gentofte) var en dansk maler, søster til arkitekten Albert Oppenheim, gift med maleren og keramikeren Jais Nielsen og mor til arkitekten Henrik Jais-Nielsen (sv).

## Uddannelse
Ville Oppenheim var datter af købmand Carl Oppenheim og Jeanette Cohn. Hendes uddannelse omfattede Tegne- og Kunstindustriskolen for Kvinder 1905-07; læretid hos sølvsmed Georg Jensen 1909; porcelænsmaler hos Bing og Grøndahl 1910-12. Hun var dernæst elev hos Othon Friesz i Paris 1912; Harald Giersing i København 1913 og Henrik Sørensen(no) i Oslo 1914.
Hun blev gift 6. november 1920 i København med maleren og keramikeren Jais Nielsen.

## Stil og udvikling
Ville Jais Nielsen tilhørte kredsen af tidlige modernister, der i Paris før 1. verdenskrig studerede kubisme, fauvisme såvel som andre af tidens kunstretninger. Mens Nielsens tidlige farvestærke og rytmisk bevægede malerier var påvirket af hendes elevforhold til Giersing – først og fremmest i brugen af den sorte farve – er de senere billeder lysere i farveholdningen med stor fornemmelse for lysets indvirkning. 
Årene 1943-45 tilbragte hun i Stockholm som flygtning på grund af sin jødiske herkomst. Ved flugten måtte hun efterlade ægtefælle og tre børn i Danmark. Adskillelsen fra familien var hård, men blev dog på sin vis frugtbar. Det svenske kunstmiljø var gavnligt for hendes videre udvikling, hun fandt mange venner blandt kunsteliten, ligesom der var rig anledning til at fordybe sig i arbejdet, hvilket udmøntede sig i en stor kunstnerisk produktion. 
Hendes billeder er malet i store linjer med en penselføring, der giver dem en ornamental karakter. Ud over opstillinger, figurbilleder og portrætter har Nielsen malet landskaber, bl.a. fra Bornholm.
Hun er begravet på Mariebjerg Kirkegård.

## Hæder
- Eibeschütz' Præmie 1912
- Thorvald Bindesbøll Medaljen 1945[3][4]
- Eckersberg Medaillen 1947[5]

## Værker
- Pige i kurvestol (1914, Randers Kunstmuseum)
- Portræt af forfatteren Jørgen Voeler (1915)
- Portræt af polsk pige (1916)
- Selvportræt (1917)
- Negerkvinde med blomst (udstillet 1917)
- Dame med gult hår (udstillet 1918)
- Russerpige (1919)
- Pige med appelsiner (1921)
- Mit soveværelse i Bretagne (1925)
- Nature morte med grønne æbler (1926-27)
- Lise i lænestol (1928)
- Portræt med guldfisk (1929)
- Dame læser avis (1933)
- Pige med hvid krave (1935)
- Hvid alpeviol (1936)
- Morgenbordet (1936)
- Selvportræt (1937)
- Studie af balletpige (1937)
- Blind pige (1941)
- Model (erhvervet 1944, Randers Kunstmuseum)
- Selvportræt (1944)
- Frugter på et bord (1944)
- Mit rum i Stockholm (1944)
- Dame stopper strømper (1945)
- Nature morte med mælkeflaske (1945, Fuglsang Kunstmuseum)
- Billedhuggerfamilien (1946)
- Kysten ved Allinge (1947)
- Pige med hovedklæde (1947, Trapholt)
- Lise (1947, Eckersberg Medaillen)
- Ekkodalen (1948)

| - Værker af Ville Jais Nielsen - Kvindeportræt, 1915 - Flamencodanserinde, o. 1919 - Havescene med bygninger, 1936 - Opstilling på et bord, 1936 - Opstilling med fredsliljer, skåle og appelsiner, o 1939 - Opstilling med blomster foran en helgenfigur , 1941 - Skovlysning, 1941 - Læsende model, 1943 - Opstilling med frugter i fad, 1944 - Interiør med stole ved et bord, 1945 - Vence, 1949 - Figurkomposition, 1949 - Nature morte (ukendt datering, før 1949) - Stilleben med blå kande (ukendt datering) - Stilleben med blomster (ukendt datering) - Stilleben med kande og skål (ukendt datering) - Stilleben (ukendt datering) - To religiøse kompositioner (ukendt datering) - Kvindeportræt (usikker datering, 1943?) |